# Медведевка (Татарстан)
Медведевка (тат. Медведевка) — деревня в Буинском районе Республики Татарстан России. Входит в состав Яшевского сельского поселения.

## География
Деревня находится в юго-западной части Татарстана, в зоне хвойно-широколиственных лесов, в пределах восточной окраины Приволжской возвышенности, на расстоянии примерно 17 километров (по прямой) к востоку-юго-востоку от города Буинска, административного центра района. Абсолютная высота — 181 метр над уровнем моря.

### Климат
Климат характеризуются как умеренно континентальный, с умеренно холодной продолжительной зимой и тёплым летом. Среднегодовая температура воздуха составляет 3,9 °С. Средняя температура воздуха самого холодного месяца (января) — −11,1 °C (абсолютный минимум — −48 °C); самого тёплого месяца (июля) — 19,3 °C (абсолютный максимум — 39 °C). Безморозный период длится 125—130 дней. Среднегодовое количество атмосферных осадков составляет 483,1 мм, из которых около 345 мм выпадает в период с апреля по октябрь.

### Часовой пояс
Деревня Медведевка, как и весь Татарстан, находится в часовой зоне МСК (московское время). Смещение применяемого времени относительно UTC составляет +3:00.

## История
Основана в 1930-х годах. До 30 октября 1957 года входила в состав Тетюшского района.

## Население
Население деревни Медведевка в 2011 году составляло 1 человек.
| 1938 | 1958 | 1970 | 1979 | 1989 | 2002 | 2011 |
| ---- | ---- | ---- | ---- | ---- | ---- | ---- |
| 94   | 74   | 64   | 34   | 23   | 7    | 1    |

### Национальный состав
Согласно результатам переписи 2002 года, в национальной структуре населения чуваши составляли 86 %.